# Rheindahlen-Land
Rheindahlen-Land ist ein Stadtteil im flächenmäßig größten Stadtbezirk im Westen der kreisfreien Stadt Mönchengladbach in Nordrhein-Westfalen. Seit der Neugliederung der Mönchengladbacher Stadtbezirke am 22. Oktober 2009 ist Rheindahlen dem Stadtbezirk West zugeordnet.
Der Stadtteil Rheindahlen-Land umfasst 36 Honschaften, die postalisch zu Rheindahlen gehören:
Bau, Baum, Broich, Dorthausen, Eickelnberg, Gatzweiler, Genhausen, Genhodder, Genholland, Genhülsen, Gerkerath, Gerkerathmühle, Gerkerathwinkel, Griesbarth, Grotherath, Günhoven, Herdt, Hilderath, Knoor, Koch, Kothausen, Mennrath, Mennrathheide, Mennrathschmidt, Merreter, Peel, Saas, Schriefers, Schriefersmühle, Sittard, Sittardheide, Viehstraße, Voosen, Wolfsittard, Woof, Wyenhütte